# Kodeks 0274
Kodeks 0274 (Gregory-Aland no. 0274) – grecki kodeks uncjalny Nowego Testamentu na pergaminie, datowany metodą paleograficzną na V wiek. Rękopis jest przechowywany w Kairze. Tekst rękopisu jest wykorzystywany we współczesnych wydaniach greckiego Nowego Testamentu. 

## Opis
Zachowały się 4 pergaminowe karty rękopisu, z greckim tekstem Ewangelii Marka (6,56-7,4.6-9.13-17.19-23.29-29.34-35; 8,3-4.8-11; 9,20-22.26-41; 9,43-10,1.17-22). Karty mają rozmiar 28 na 33 cm. Tekst jest pisany dwoma kolumnami na stronę, 30 linijek tekstu na stronę. Jest palimpsestem. 

## Tekst
Tekst rękopisu reprezentuje aleksandryjską tradycję tekstualną. Kurt Aland dał mu profil tekstualny 01 61/2 192 2S. W oparciu o ten profil zaklasyfikował tekst rękopisu do kategorii II. 

## Historia
INTF datuje rękopis 0274 na V wiek . 
Tekst rękopisu został opublikowany w 1976 roku przez J. M. Plumleya i C.H. Robertsa. Na listę greckich rękopisów Nowego Testamentu wciągnął go Kurt Aland, oznaczając go przy pomocy siglum 0274. Został uwzględniony w II wydaniu Kurzgefasste. Rękopis jest wykorzystany we współczesnych wydaniach greckiego Nowego Testamentu (NA26, NA27, NA28 i UBS4). 
Rękopis jest przechowywany w Muzeum Koptyjskim (6569/6571) w Kairze . 